# Clarence Williams III
Clarence Williams III (* 21. August 1939 in New York City; † 4. Juni 2021 in Los Angeles) war ein US-amerikanischer Schauspieler.

## Leben
Williams war Sohn des Musikers Clay Williams; seine Großeltern väterlicherseits waren der bekannte Jazz- und Blueskomponist und Pianist Clarence Williams und dessen Frau, der Sängerin Eva Taylor. Er wuchs bei seiner Großmutter mütterlicherseits auf. Nach zwei Jahren in der United States Air Force begann er seine Schauspielkarriere. Zwar machte der afroamerikanische Darsteller bereits 1959 sein Filmdebüt in einer kleinen Rolle in Lewis Milestones Kriegsfilm Mit Blut geschrieben an der Seite von Gregory Peck, doch in den folgenden Jahren konzentrierte er sich auf das Theater und verzeichnete dort erste Erfolge. Am Broadway spielte er unter anderem im Winter 1964/1965 in Slow Dance on the Killing Ground, was ihm 1965 eine Nominierung für den Tony Award einbrachte. 1966 war er Artist in Residence an der Brandeis University.
Einem breiteren Publikum wurde Williams erstmals als Undercovercop Linc Hayes in der Krimiserie The Mod Squad (1968–1973, in Deutschland als Twen-Police ausgestrahlt) bekannt. In der von Aaron Spelling produzierten Serie spielten er, Michael Cole und Peggy Lipton ein Trio junger, hippiehafter Polizisten – Williams trug dabei einen Afrolook. 1999 sollte Williams nochmal einen Gastauftritt in Mod Squad – Cops auf Zeit, einer Kinoverfilmung der Serie, haben. Zu seinen späteren Fernsehrollen zählten der FBI-Agent Roger Hardy in der zweiten Staffel von David Lynchs Twin Peaks (1990) und Philby Cross in der Fernsehreihe Mystery Woman (2003–2007) mit Kellie Martin in der Hauptrolle.
Nach der Einstellung von The Mod Squad spielte er zunächst nur wenige weitere Film- und Fernsehrollen, doch spätestens nach seinem Auftritt als gewalttätiger Vater von Prince in dem Musikfilm Purple Rain (1984) wurde er wieder viel in Hollywood gebucht. Im Laufe seiner Karriere spielte Williams an der Seite von Stars wie Ann-Margret, Eddie Murphy, Laurence Fishburne, Roy Scheider, Tim Roth und Wesley Snipes, wobei er vor allem in markanten Nebenrollen zu sehen war. Besonders häufig besetzte ihn der Regisseur John Frankenheimer. Seine Rollen fielen mitunter ins kriminelle Milieu, so als einer der Erpresser in John Frankenheimers Thriller 52 Pick-Up, als drogenabhängiger Vater in Sugar Hill, oder als Drogenboss im Stoner-Movie Half Baked – Völlig high und durchgeknallt. In Ridley Scotts American Gangster hatte er 2007 einen im Abspann ungenannten Gastauftritt als Gangsterboss Bumpy Johnson. Daneben spielte er aber auch einen guten Polizisten in Jenseits der weißen Linie, einen Colonel in Wehrlos – Die Tochter des Generals und einen Geistlichen in Johnny Depps Regiedebüt The Brave. Einen Ausflug ins europäische Arthouse-Kino machte Williams 1998, als er die Jazzlegende Jelly Roll Morton in Giuseppe Tornatores Filmdrama Die Legende vom Ozeanpianisten verkörperte.
Sein schauspielerisches Schaffen für Film und Fernsehen umfasst mehr als 90 Produktionen in fast 60 Jahren. Zwischen 1967 und 1984 war Williams mit der Schauspielerin Gloria Foster verheiratet, die Ehe wurde geschieden. Er hatte eine Tochter. Williams starb im Juni 2021 im Alter von 81 Jahren an Darmkrebs.

## Filmografie (Auswahl)
- 1959: Mit Blut geschrieben (Pork Chop Hill)
- 1963: Die lässige Welt (The Cool World)
- 1967: Daktari (Fernsehserie, Folge Goodbye, Wameru)
- 1968–1973: Twen-Police (The Mod Squad; Fernsehserie, 123 Folgen)
- 1979: The Return of Mod Squad (Fernsehfilm)
- 1983–1985: T. J. Hooker (Fernsehserie, 3 Folgen)
- 1984: Purple Rain
- 1985: Miami Vice (Fernsehserie, Folge Tale of the Goat)
- 1985: Die Bill Cosby Show (The Cosby Show; Fernsehserie, Folge Cliff’s Birthday)
- 1986: 52 Pick-Up
- 1987: Harte Männer tanzen nicht (Tough Guys Don’t Dance)
- 1987: Im Angesicht des Richters (The Last Innocent Man, Fernsehfilm)
- 1988: Ghettobusters (I’m Gonna Git You Sucka)
- 1990: Twin Peaks (Fernsehserie, 2 Folgen)
- 1990: Maniac Cop 2
- 1992: Jenseits der weißen Linie (Deep Cover)
- 1993: Deadfall
- 1994: Sugar Hill
- 1994: Against the Wall
- 1995: Tales from the Hood
- 1996: Star Trek: Deep Space Nine (Fernsehserie, Folge To the Death)
- 1996: Rebound: The Legend of Earl ‘The Goat’ Manigault (Fernsehfilm)
- 1997: Wallace
- 1997: The Brave
- 1997: Sprung – Jetzt oder nie (Sprung)
- 1997: Harlem, N.Y.C. – Der Preis der Macht (Hoodlum)
- 1997: Ein toller Käfer kehrt zurück (The Love Bug, Fernsehfilm)
- 1997: Walker, Texas Ranger (Fernsehserie, Folge Mr. Justice)
- 1998: Die Legende vom Ozeanpianisten (La leggenda del pianista sull’Oceano)
- 1998: Half Baked – Völlig high und durchgeknallt (Half Baked )
- 1999: Lebenslänglich (Life)
- 1999: Mod Squad – Cops auf Zeit (The Mod Squad)
- 1999: Wehrlos – Die Tochter des Generals (The General’s Daughter)
- 2000: Wild Christmas (Reindeer Games)
- 2001: Impostor
- 2002: Für alle Fälle Amy (Judging Amy; Fernsehserie, 2 Folgen)
- 2003–2007: Mystery Woman (Fernsehserie, 11 Folgen)
- 2005: Alle hassen Chris (Everybody Hates Chris; Fernsehserie, Folge Everybody Hates Basketball)
- 2005–2007: American Dragon (Zeichentrickserie, 4 Folgen – Stimme)
- 2007: American Gangster
- 2009: Cold Case – Kein Opfer ist je vergessen (Cold Case, Fernsehserie, Folge Officer Down)
- 2009: Way of War (The Way of War)
- 2010: Justified (Fernsehserie, Folge Long in the Tooth)
- 2013: Der Butler (The Butler)
- 2015: Empire (Fernsehserie, Folge True Love Never)
- 2018: Mr. Malevolent

## Nominierungen
- 1965: Tony Award – Nominiert in der Kategorie bester Nebendarsteller für Slow Dance on the Killing Ground
- 1998: Image Award – Nominiert in der Kategorie bester Nebendarsteller für Hoodlum
- 2000: Image Award – Nominiert in der Kategorie bester Nebendarsteller für The General’s Daughter
- 2004: TV Land Awards – Nominiert in der Kategorie Erinnerungswürdigste Mähne The Mod Squad
- 2007: Image Award – Nominiert in der Kategorie für Mystery Woman: Wild West Mystery